# کرسی پلومی اخترشناسی
کرسی پلومی اخترشناسی و فلسفه تجربی (به انگلیسی: Plumian chair of Astronomy and Experimental Philosophy) در کنار کرسی نجوم و هندسه لوندین یکی از دو کرسی ارشد اخترشناسی در دانشگاه کمبریج است. این کرسی در سال ۱۷۰۴ میلادی با کمک و همت توماس پلوم (۱۷۰۴–۱۶۳۰ میلادی) که خود از دانش آموختگان کالج کریستینز کمبریج بود بنیاد شد. پلوم هزینهٔ ساختن رصدخانه و ابزار آن را نیز پرداخت.
نخستین استاد پلومی راجر کوتس ریاضی‌دان و همکار نزدیک آیزاک نیوتن بود؛ که دستورهای مرکب نیوتن-کوتس در رابطه با فرمول‌های باز و بسته (ریاضیات گسسته و ناگسسته - پیوستگی توپولوژیک) در تحلیل یا آنالیز عددی، یکی از نتیجه‌های آن همکاری است. اخترشناسان بزرگی مانند آرتور استنلی ادینگتون، رابرت وودهووس ، و جورج بیدل ایری، جیمز چالیس ٬جورج داروین، هرالد جفریز کاشف ساختار درونی زمین، فرد هویل، و مارتین ریس همه استادان پلومی دانشگاه کمبریج بوده‌اند.